# Supangle
La Supangle o Sup è un tipo di budino al cioccolato presente nella cucina turca. Il suo strato inferiore include pezzi di torta o di pandispagna ed è spesso guarnito con pistacchio o cocco e gocce di cioccolato.

## Etimologia
Il nome supangle deriva da soupe anglaise, francese per zuppa inglese. Si può pensare che sia la traduzione letterale del nome del dolce italiano Zuppa Inglese, ma la Zuppa Inglese è conosciuta con il suo nome italiano in Francia e il nome soupe anglaise non viene utilizzato. Nonostante il possibile legame etimologico, il dessert non ha alcuna somiglianza con la zuppa inglese. La Supanglez è attestato in tre diversi libri di cucina pubblicati in Turchia negli anni '40.

## Preparazione

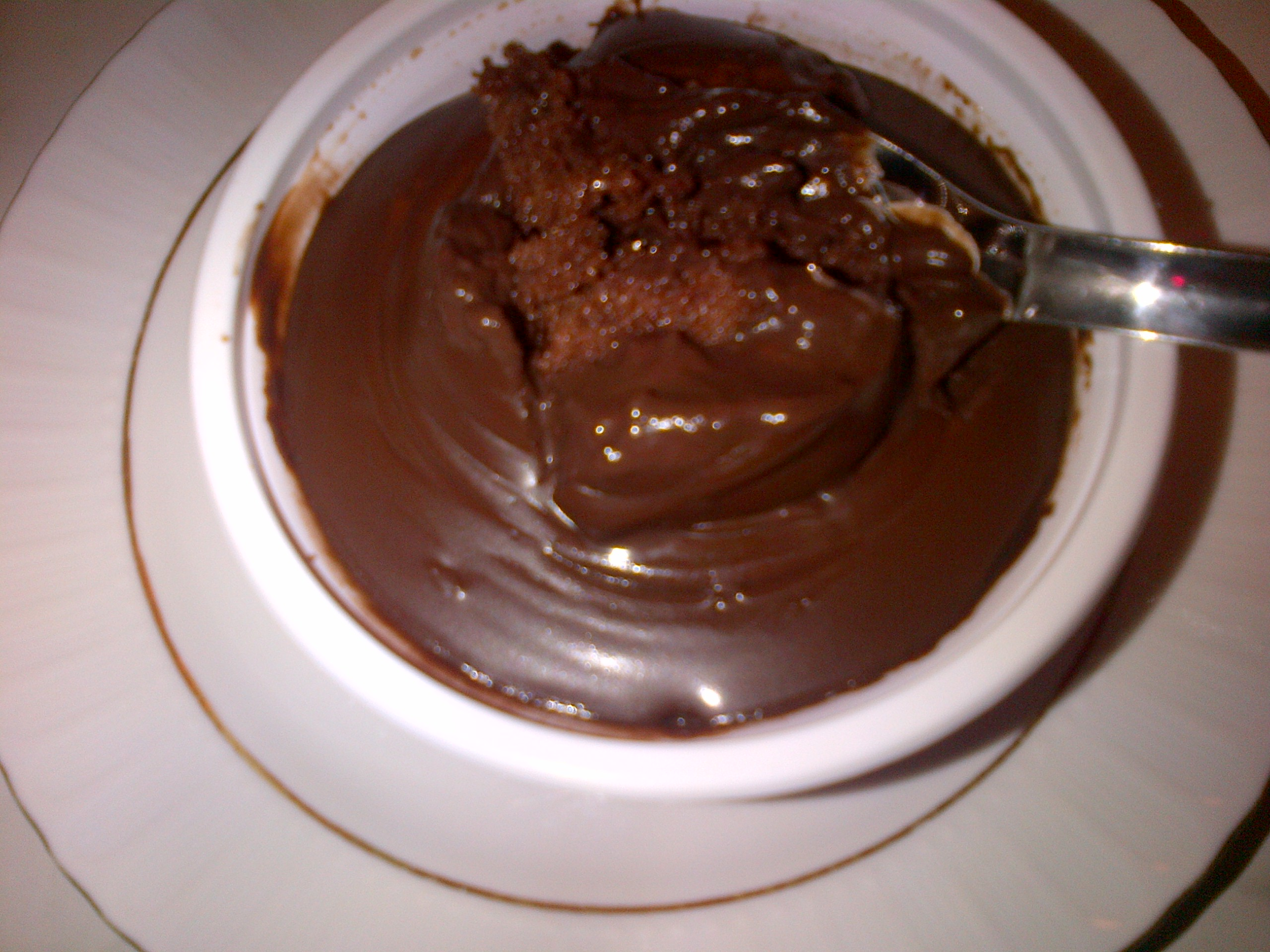
L'interno della Supangle

La supangle si prepara utilizzando latte, zucchero, farina e cacao in polvere, con l'aggiunta di burro e cioccolato. Lo strato inferiore della supangle è costituito da pezzi di torta, biscotti o biscotti, per i quali è possibile utilizzare gli avanzi. In alcune ricette vengono utilizzate anche uova e crema alle nocciole (ad es. Nutella).  È decorata con pistacchi macinati o cocco grattugiato e servita fredda. Anche servirla con il dondurma sta diventando sempre più popolare.